# Едуар Вијар
Жан-Едуар Вијар (фр. Jean-Édouard Vuillard; Кизо, 11. новембар 1868 — Ла Бол Екублак, 21. јун 1940) био је француски сликар, дизајнер, графичар, илустратор и декоратер.
Био је један од оснивача уметничког правца набизам. Сликао је: портрете, људске фигуре, ентеријере, мртве природе, интимистичке сцене, мурале и позоришне декорације. На њега је утицала уметност јапанског дрвореза у коме се ликови утапају у боје и шаре. 